# Il mattatoio
El matadero, conosciuto in italiano come Il mattatoio è un racconto dell'autore argentino Esteban Echeverría, scritto tra il 1838 e il 1840. Fa parte delle forme del quadro di costumi.   Il racconto è stato pubblicato nel 1871 da Juan María Gutiérrez venti anni dopo la morte dell'autore, nella rivista Río de la Plata.

## Analisi
L'opera identifica il regime di Juan Manuel de Rosas con l'episodio dei mattatoi. Durante 23 anni di persecuzioni e assassinii politici, il governo di Rosas "terrorizzò" gran parte della popolazione del paese. Il mattatoio è considerato il primo racconto argentino che tratta di politica, economia e diversi aspetti sociali di Buenos Aires. Echeverría credeva che il governo rosista creasse un grave danno al progresso del paese poiché "distruggeva" le idee con le quali si cercò la libertà nel maggio del 1810, riducendo la Rivoluzione a un cambio di governo con gli stessi modi tirannici, ma di nazionalità argentina. Molti giovani vedevano gli unitari come gente con modi simili a quelli dei federali e proponevano di tornare agli ideali di democrazia immersa nei diritti sociali, quella chiamata Generazione del '37, quella di cui Echeverría è stato il leader.
Con la follia del mattatoio di Buenos Aires, Echeverría rappresenta la perdita dell'individuo e la barbarie della folla federale che lo aveva sostituito sotto il regime di Rosas. La storia ha l'intenzione di mostrare al lettore che quel clima polarizzato e violento non era buono per il paese.
Tutti i pastori denunciavano “gli impii unitari” come causa dell'inondazione e supplicavano “Il Dio della Federazione” perché salvasse la popolazione. In questo modo, Echeverría rende evidente la parzialità della Chiesa a favore dei federali e la contrarietà ai loro rivali politici: gli unitari. Il potere della Chiesa sulla gente ha assicurato che gli unitari rimanessero i nemici, mentre i federali apparivano come guida eletta dalla volontà divina. In questo clima è facile per la dittatura federale presentarsi come eroina della gente, che protesterebbe contro la crudeltà degli unitari. L'intenzione di Echeverría è quella di mostrare al lettore che così venne controllata la popolazione durante il governo di Rosas e il discorso politico di Buenos Aires.

Questo controllo si manifesta quando alla fine il governo “procura benevolmente” cinquanta vitelli grassi per aiutare ad alleviare la mancanza di carne in città. I vitelli non sono sufficienti per sfamare tutta la popolazione della città e sono i federali e i loro interessi privati che godono della maggior parte della carne mentre i poveri della città rimangono per combattere tra di loro per i pezzi di carne che i macellai del mattatoio avevano dimenticato. La Chiesa, di nuovo strumento dei federali, ha aiutato a prevenire una ribellione ordinando alla popolazione di astenersi della carne, permettendo invece a Rosas e suoi seguaci di riempirsi la pancia. Echeverría manifesta la sua indignazione davanti a tale ingiustizia e all'eccessivo controllo che calpesta il potere e la volontà dell'individuo, quando dice:
Echeverría ha scelto attentamente il mattatoio come locus della storia per enfatizzare la barbarie del regime di Rosas. Echeverría crea un mondo in cui la cosa più desiderata dai federali è la carne, così che sembrano più cannibali che esseri umani. L'autore ci presenta la gente del mattatoio, che è composta principalmente dai poveri “dei sobborghi” dei dintorni della città che rappresentavano i capisaldi dei federali e il potere di Juan Manuel de Rosas. Questa gente appare come un gruppo crudele e tonto che vive per il coltello e gode della tortura di quelli che non sono d'accordo con loro e le convinzioni politiche dello stato federale. 

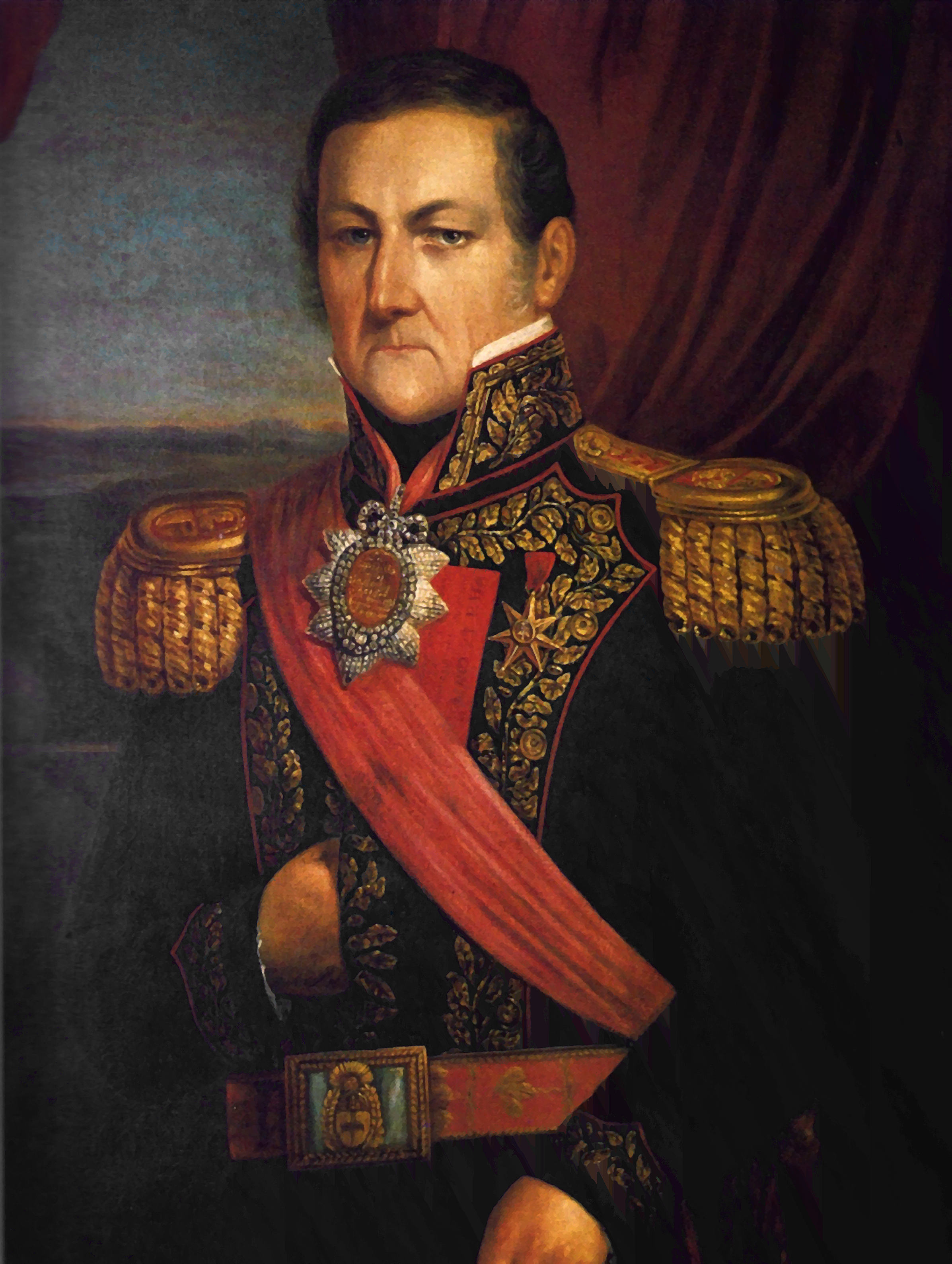
Juan Manuel de Rosas durante il suo secondo governo.

Anche il luogo del mattatoio ha un significato, dato che si trovava fuori dal centro della città, nel confine che divideva la barbarie della città e l'ambiente più civilizzato della campagna, dove la maggior parte degli unitari si era rifugiata per non essere assassinata. Qui Echeverría crea un ambiente in cui può enfatizzare la lotta tra civiltà e barbarie, individuo e folla e, infine, unitari e federali.
La scena del mattatoio espone anche il razzismo che Echeverría e molti dei suoi compagni avevano verso i neri, meticci e mulatti del paese (quello stesso vale per gli indios, ma non appaiono indios nel Mattatoio. Per questo, vedere il poema “La cautiva”, dello stesso autore). Il regime di Rosas trovava grande appoggio tra i poveri di Buenos Aires, la maggioranza dei quali erano neri. Nei regimi degli unitari (solitamente ricchi, colti e bianchi) molti dei neri erano stati cresciuti e impiegati nelle case e imprese dei bianchi. Quando il regime di Rosas giunse al potere, molti di questi neri vennero usati come informatori dei federali. Sicché esisteva una grande diffidenza tra i bianchi (unitari) e i neri (federali) del paese, durante la dittatura di Rosas. Per questo, Echeverría rappresentò i neri del mattatoio come individui disonesti che dicevano bugie e rubavano tra di loro.
Nelle ultime scene della storia, Echeverría usa le carte dei bovini del mattatoio per mostrare i federali ancor più come individui brutali. Alla fine della macellazione dei vitelli rimane un solo toro giovane, che i federali decidono torturare e uccidere. Il toro rappresenta la gioventù del paese in cui Echeverría credeva che il progresso politico del paese esistesse. A prima vista i federali falliscono e pensano che il toro sia femmina. Così Echeverría ci presenta la stupidità dei federali e la loro tendenza a sottostimare il potere e la vera forma della loro opposizione. Il toro scappa del mattatoio e corre per le strade di Buenos Aires, con i soldati federali che lo inseguono. Così Echeverría mostra al lettore lo spirito ribelle e vigoroso degli unitari e di tutti quelli che si schieravano contro la brutalità di Rosas. Alla fine i soldati lo catturano di nuovo, lo torturano e lo uccidono.

Questa scena si ripete in modo quasi esattamente uguale, quando alla fine della storia i federali del mattatoio si accaniscono contro un giovane unitario che sta facendo una passeggiata nei dintorni della città. Nella stessa maniera in cui hanno trattato il toro, i soldati catturano, torturano e uccidono il giovane unitario. Echeverría usa questo simbolismo per rendere ovvio al lettore che il mattatoio rappresenta l'Argentina, mentre la macellazione nel mattatoio rappresenta i frequenti assassinii dei membri dell'opposizione durante il regime di Rosas. Il giovane unitario si ribella fino alla fine, non si mostra impaurito dalla crudeltà dei federali. Così Echeverría manifesta il suo spirito ribelle nei confronti del governo di Rosas. Le parole del giovane rappresentano i sentimenti dell'autore, quando nella scena il giudice federale gli domanda perché non indossa l'uniforme di Stato, come ordinato da Rosas:
—Perché non voglio.
—Non sai che lo ordina il Restaurador?
—L'uniforme è per voi schiavi, non per gli uomini liberi.
—I liberi si trascinano con la forza.
—Si, la forza e la violenza bestiale. Sono queste le vostre armi: infami. Il lupo, la tigre e anche la pantera sono forti come voi. Dovreste camminare come loro, su quattro zampe.
—Non hai paura che la tigre ti faccia a pezzi?
—Preferisco che, legato, come un corvo mi strappiate una a una le interiora.»

## Personaggi
- Il Giudice: È la rappresentazione della giustizia parziale, che favoriva solo Rosas.
- Matasiete: Era un uomo di poche parole e molta azione, in quanto a violenza, agilità, destrezza con l'ascia, il coltello o il cavallo; non parlava ma agiva.
- Il giovane Unitario: Rappresenta un pensare differente, il coraggio, è paragonato alla situazione del toro, ma al posto della paura dimostra coraggio, il modo in cui si descrive la sua morte è un po' irreale, questa è un'esagerazione voluta dall'autore.
- Il Restaurador: Juan Manuel de Rosas.

## Caratteristiche
- Esempio del romanticismo rioplatense.
- Ha un forte colore locale, con descrizioni e personaggi tipicamente argentini.
- Riflette la lingua della classe popolare argentina, raccogliendo americanismi come il fenomeno del voseo.
- C'è una forte presenza di sentimenti che prevalgono sulla ragione. È un racconto molto forte, con personaggi passionali e crudi, folli.
- Ha uno stile libero, non segue una struttura determinata.
- Fa principale riferimento al potere politico di Rosas, che mostra una fedeltà incondizionata da parte delle classi più basse. È una situazione di caudillismo e adorazione del leader.